# Revolução Federalista
A Revolução Federalista, por vezes chamada de Guerra das Degolas, é a denominação da guerra civil ocorrida na Região Sul do Brasil, de 1893 a 1895, poucos anos após a Proclamação da República. O conflito originou-se da crise política gerada pelos Federalistas, grupo opositor ao governo de Júlio de Castilhos, então presidente do Rio Grande do Sul, que buscava conquistar maior autonomia e descentralizar o poder da recém-instalada República.
Empenharam-se em disputas sangrentas que acabaram por desencadear a luta armada, que durou de fevereiro de 1893 a agosto de 1895, vencida pelos seguidores de Júlio de Castilhos. Resultou em quase dez mil mortes, entre civis e militares, dos quais muitos prisioneiros de guerra degolados, motivo pelo qual o evento ficou conhecido como "Guerra das Degolas".
O conflito atingiu o Rio Grande do Sul, Santa Catarina e Paraná, os três estados da região, que na época contava também com São Paulo, não atingido, o que serviria para agrupar todos os elementos antiflorianistas a fim de preparar o avanço até o Rio de Janeiro, então capital federal.

## Contexto

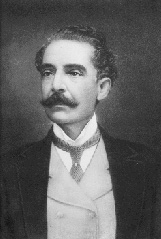
Pinheiro Machado, idealista da República

Durante o século XIX, o Rio Grande do Sul esteve em permanente estado de guerra. Na Revolução Farroupilha (1835-1845) e na Guerra do Paraguai (1864-1870), a população gaúcha foi devastada. 
Nos últimos anos do Império, surgiram na região três lideranças políticas antagônicas: o liberal Assis Brasil, o conservador Pinheiro Machado e o positivista Júlio Prates de Castilho. 
Eles se reuniram para fundar o Partido Republicano Rio-Grandense, que fazia oposição ao Partido Federalista do Rio Grande do Sul, fundado e liderado pelo liberal parlamentarista (antigo monarquista) Gaspar Silveira Martins. 
Em 1889, com o advento da República, essas correntes entraram em conflito, de forma que em apenas dois anos o estado teria dezoito governadores.

### Constituição de 1891 e Júlio de Castilhos

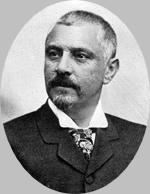
Júlio de Castilhos, do Partido Republicano Rio-Grandense

Júlio de Castilhos nasceu e cresceu em uma estância gaúcha. Cursou Direito em São Paulo, onde teve contato com as ideias positivistas de Auguste Comte. Depois de formado, retornou à sua terra e passou a escrever no jornal A Federação, atacando o império, a escravidão e também seu adversário político, Gaspar Silveira Martins. 
Foi deputado constituinte em 1890-1891, acreditava em uma fase ditatorial para consolidar a República e defendeu uma forte centralização de poder no ditador republicano. Derrotado na constituinte nacional, implantou essa ideia na constituição estadual, meses mais tarde, em um texto que redigiu praticamente sozinho, ignorando sugestões da comissão de juristas destacada para a tarefa, aprovando-o em julho de 1891, numa assembleia estadual controlada pelo Partido Republicano Rio-Grandense, liderado por ele e de orientação positivista.
A constituição estadual previa que as leis não seriam elaboradas pelo parlamento, mas pelo chefe do executivo, que poderia ser reeleito para novos mandatos. Como o voto não era secreto, as eleições seriam facilmente manipuladas pelos adeptos de Castilhos, o que lhe garantiria permanecer no poder indefinidamente.
No mesmo mês em que aprovou sua constituição, foi eleito governador. Em novembro, por ter apoiado o golpe de Deodoro e o fechamento do Congresso, foi deposto e substituído por uma junta de governo, que durou pouco e logo passou o governo ao general Barreto Leite. Castilhos retomou um governo paralelo e foi reeleito em um pleito sem concorrentes, tomando posse em janeiro de 1893. O estado era neste momento o ponto mais importante da República e a resposta dos adversários, iminente.

### Gaspar da Silveira Martins
Gaspar da Silveira Martins, intelectual e bom orador, havia sido nomeado ministro por Dom Pedro II em um de seus últimos atos, em uma tentativa de salvar a monarquia. 
Preso e exilado na Europa, retornou em 1892, com o estado já sob o governo de Júlio de Castilhos, quando fundou o Partido Federalista do Rio Grande do Sul, que defendia o sistema parlamentarista de governo e a revisão da constituição estadual. Com a posse de Castilhos, o caudilho Gumercindo Saraiva também retornaria ao estado, vindo de seu refúgio no Uruguai, liderando uma tropa de quinhentos homens. 
Um segundo grupo, comandado pelo general Joca Tavares, ocupou outra região do estado com uma força de três mil homens. Ameaçado, o governador convenceu o presidente Floriano Peixoto de que o levante era uma tentativa de Silveira Martins de restaurar a monarquia.

### Pica-paus e Maragatos

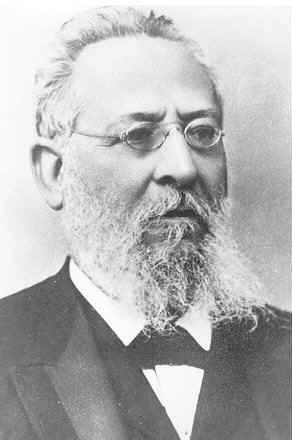
Gaspar da Silveira Martins, fundador do Partido Federalista do Rio Grande do Sul

Os seguidores de Gaspar da Silveira Martins, "Gasparistas" ou "Maragatos" (federalistas), eram frontalmente opostos aos seguidores de Júlio de Castilhos, "Castilhistas", também chamados "Pica-paus" ou "Ximangos" (republicanos), que  receberam essa alcunha em razão da cor do uniforme usado pelos soldados da facção, semelhante a de pássaros da região. Esta denominação se estendeu a todos os castilhistas, inclusive civis.
Já o termo "Maragato", que foi usado para se referir à corrente política que defendia Gaspar da Silveira Martins, tem uma explicação mais complexa:
"Na província de León, Espanha, existe uma comarca denominada Maragateria, cujos habitantes têm o nome de maragatos, e que, segundo alguns, é um povo de costumes condenáveis; pois, vivendo a vagabundear de um ponto a outro, com cargueiros, vendendo e comprando roubos e por sua vez roubando principalmente animais; são uma espécie de ciganos. " (Romaguera).
Os maragatos espanhóis eram eminentemente nômades, e adotavam profissões que lhes permitissem estar em constante deslocamento.
No Uruguai eram chamados de maragatos os habitantes da cidade de San José de Mayo, Departamento de San José, talvez porque os seus primeiros habitantes fossem descendentes dos maragatos espanhóis, que foram responsáveis por trazer para a região do rio da Prata o costume da bombacha.
Na época da revolução, os republicanos legalistas usavam esta apelação como pejorativa, com o sentido de mercenários. A realidade oferecia alguma base para essa assertiva — o caudilho Gumercindo Saraiva, um dos líderes da revolução, havia entrado no Rio Grande do Sul vindo do Uruguai pela fronteira de Aceguá, no Departamento de Cerro Largo, comandando uma tropa que incluía naturais daquele país. A família de Gumercindo, embora de origem portuguesa, possuía campos em Cerro Largo. No entanto, dar esse apelido aos revolucionários foi um tiro que saiu pela culatra. A denominação granjeou simpatia, e os próprios rebeldes passaram a se denominar maragatos. Em 1896, chegaram a criar um jornal que levava esse nome.

## O conflito

### O início

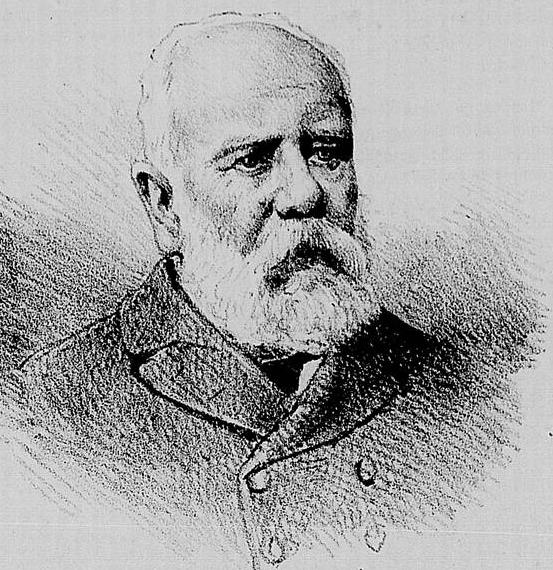
General Silva Tavares, chefe dos federalistas

Em 2 de fevereiro de 1893, uma semana depois da posse de Júlio de Castilhos, Gumercindo Saraiva entrou no Rio Grande do Sul vindo do Uruguai, passando pela Serra de Aceguá, na fronteira, à frente de um grupo de cavaleiros, e juntou-se aos homens do general João Nunes da Silva Tavares, conhecido como Joca Tavares, o barão de Itaqui.
Eficientemente, os maragatos dominaram a fronteira, exigindo a deposição de Júlio de Castilhos, que havia sido eleito presidente do estado pelo voto direto. Havia também o desejo de um plebiscito onde o povo deveria escolher o sistema de governo.
Devido à gravidade do movimento, a rebelião adquiriu âmbito nacional rapidamente, ameaçando a estabilidade do governo rio-grandense e o regime republicano em todo o país. Floriano Peixoto, então na presidência da República, enviou tropas federais sob o comando do general Hipólito Ribeiro para socorrer Júlio de Castilhos.
Foram estrategicamente organizadas três divisões, chamadas de legalistas: a do norte, a da capital e a do centro. Além destas, foi convocada a polícia estadual e todo o seu contingente para enfrentar o inimigo.
A primeira vitória dos maragatos foi em maio de 1893, junto ao arroio Inhanduí, em Alegrete, município sul-rio-grandense. Neste combate ao lado dos pica-paus legalistas participou o senador Pinheiro Machado, que tinha deixado a sua cadeira no Senado Federal para organizar a Divisão do Norte, a qual liderou durante todo o conflito.

### Principais combates

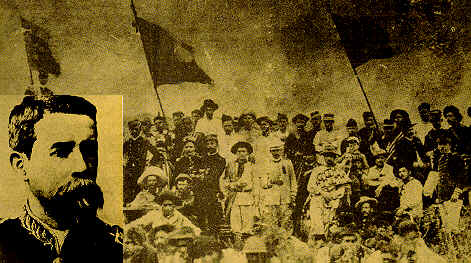
Cerco da Lapa

- Cerco de Bagé
- Batalha de Passo Fundo
- Cerco da Lapa
- Batalha de Campo Osório

### Os maragatos vão ao norte

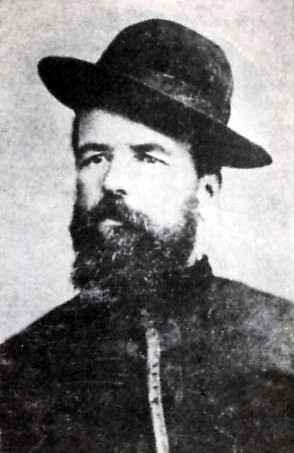
Gumercindo Saraiva

Gumercindo Saraiva e sua tropa dirigiram-se para Dom Pedrito. De lá iniciaram uma série de ataques relâmpagos contra vários pontos do estado, desestabilizando as posições conquistadas pelos Republicanos.
Em seguida rumaram ao norte, avançando em novembro sobre Santa Catarina e chegando ao Paraná, sendo detidos na cidade da Lapa, a sessenta quilômetros a sudoeste de Curitiba, em fevereiro de 1894. Nesta ocasião, o Coronel Carneiro morreu sem entregar suas posições ao inimigo, no episódio que ficou conhecido como o Cerco da Lapa. A obstinada resistência oposta às tropas federalistas pelo Coronel Carneiro frustrou as pretensões rebeldes de chegarem ao Rio de Janeiro.
O almirante Custódio de Melo, que chefiara a revolta da Armada contra Floriano Peixoto, uniu-se aos federalistas e ocupou Desterro, atual Florianópolis. De lá chegou a Curitiba, ao encontro do caudilho-maragato Gumercindo Saraiva.
A resistência da Lapa impediu o avanço da revolução. Gumercindo, impossibilitado de avançar, bateu em retirada para o Rio Grande do Sul. Morreu em 10 de agosto de 1894, após ser atingido por um tiro desferido à traição, enquanto reconhecia o terreno, na véspera da Batalha do Carovi.

### Argentina e Uruguai
Ao longo da revolução, os maragatos tiveram apoio constante da província de Corrientes, na Argentina e também no Uruguai. O que lhes permitiu contrabandear armamento através da fronteira, praticar incursões táticas em território estrangeiro a fim de fugir de perseguições, bem como, refugiar-se em momentos de desvantagens frente ao inimigo.

### A paz

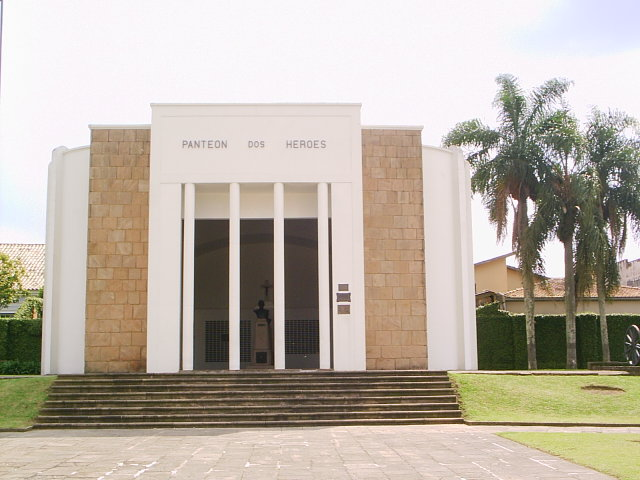
Panteão dos Heroes (Lapa)

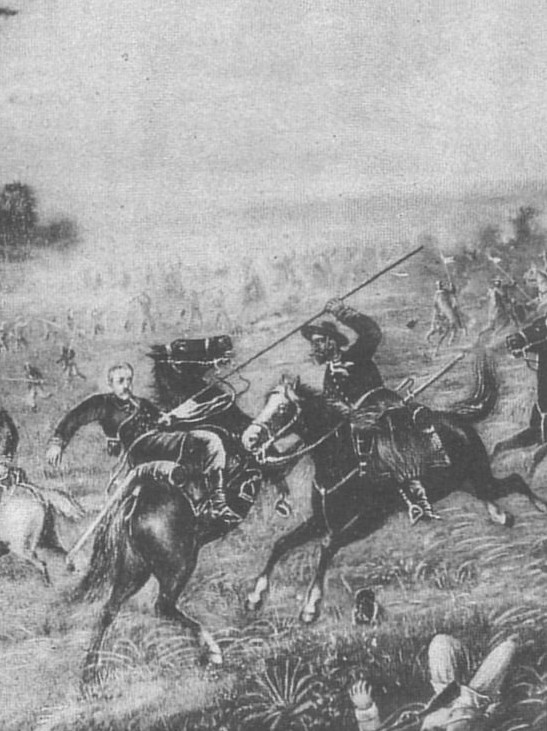
Morte do Almirante Saldanha da Gama durante a Batalha de Campo Osório

A revolução federalista foi derrotada na batalha de Campo Osório, em 24 de junho de 1895, quando o almirante Saldanha da Gama, possuidor de um contingente de 400 homens, quase todos da Marinha, lutou até a morte contra os Pica-paus, comandados pelo general Hipólito Ribeiro. 
A derrota causou grande comoção no lado Federalista e acelerou o processo de paz, que foi assinada no dia 23 de agosto de 1895, em Pelotas.
O presidente da república era então Prudente de Morais, e o emissário do governo federal era o general Galvão de Queirós.

## Balanço: a revolução das degolas

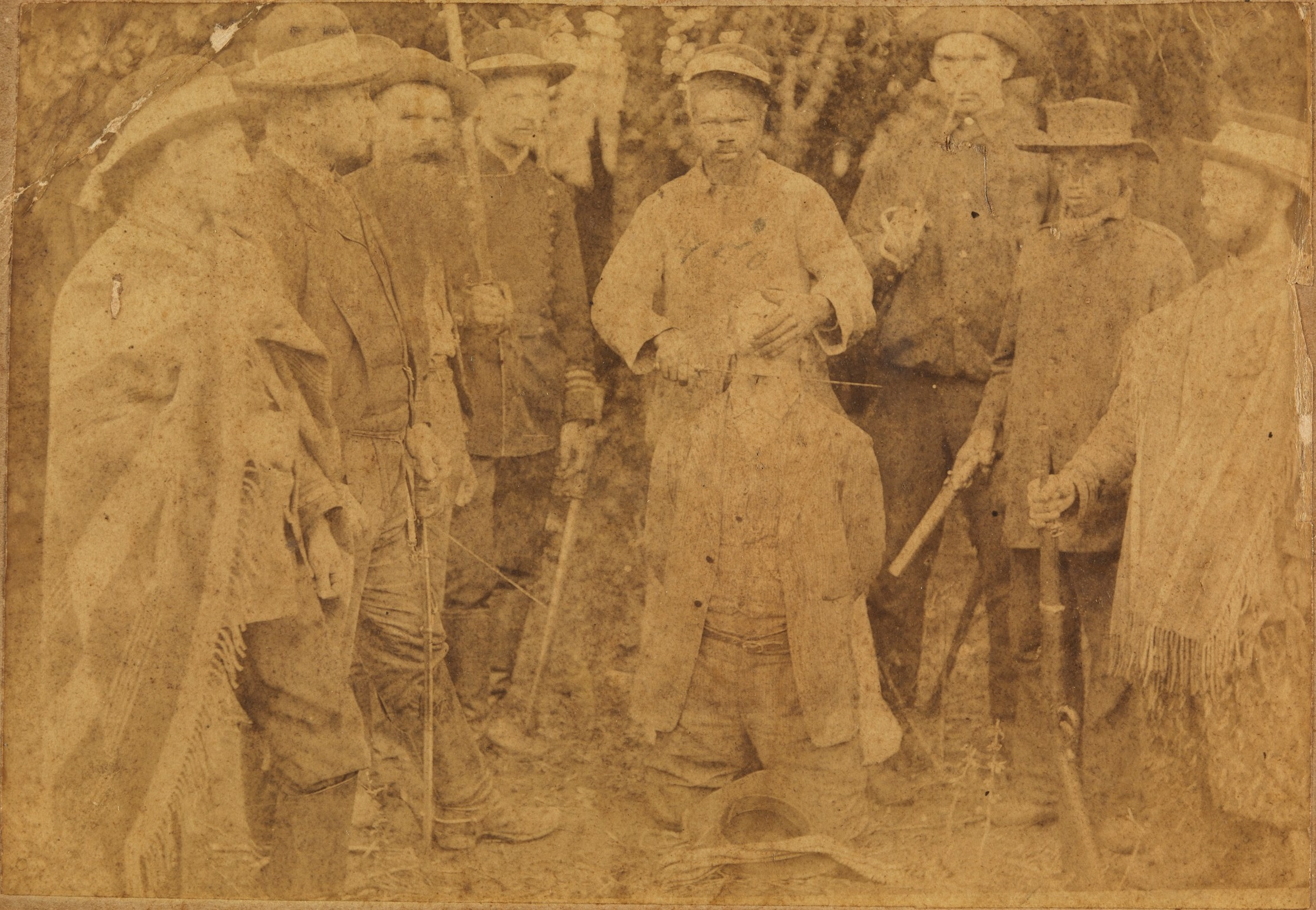
Execução de um rebelde federalista em Ponta Grossa, abril de 1894

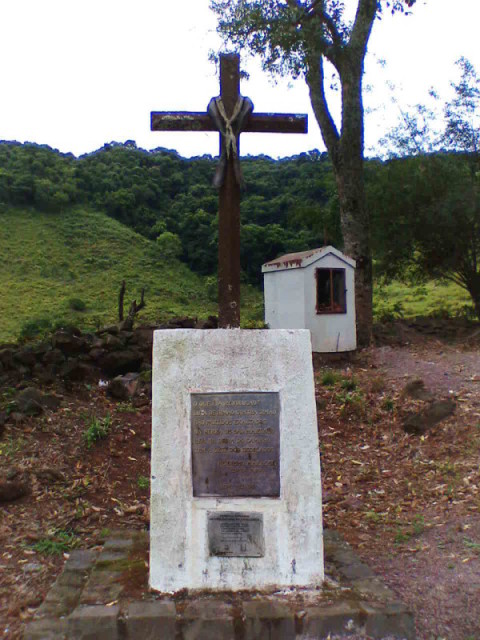
Cruz dos Degolados, em São Martinho da Serra

Este conflito propiciou pelo menos dez mil mortos e incontáveis feridos. A prática da degola dos prisioneiros não foi rara em ambos os lados contendores, adquirindo o caráter revanchista. Por muito tempo foi atribuído ao coronel maragato Adão Latorre a degola de 300 pica-paus prisioneiros, às margens do Rio Negro, contidos em uma taipa, um tipo de cercado de pedras para gado, que ficou conhecido como "Potreiro das Almas", nas cercanias de Bagé, hoje em território do município de Hulha Negra, em 23 de novembro de 1893, após a Batalha do Rio Negro. 
O fato, porém, é desmentido por vários documentos históricos, como o diário do general maragato João Nunes da Silva Tavares, que refere o número de 300 como sendo as baixas totais do inimigo, entre mortos em combate e feridos. O general afirma que o número de degolados foi de 23 "patriotas", membros das forças provisórias castilhistas, todos assassinos conhecidos no estado, pelas tropelias cometidos contra os Federalistas, particularmente no saque a Bagé no final de 1892, pelas forças dos coronéis castilhistas Pedroso e Motta. 
Em 5 de abril, no "Combate do Boi Preto" há a degola de 250 maragatos em represália à degola do rio Negro. O pica-pau Cherengue ou Xerengue rivalizava com Latorre em número de degolas praticadas.
Muitas vezes, a degola era praticada em meio a zombarias e humilhações. Embora não com frequência, poderia ser antecedida por castração. Conta-se, por exemplo, que apostas eram feitas em "corrida de degolados". Na degola convencional a vítima, ajoelhada, tinha as pernas e mãos amarradas, a cabeça estendida para trás e a faca era passada "de orelha a orelha". Como se degolasse uma ovelha, rotina nas lides do campo. Os ressentimentos acumulados, as desavenças pessoais, somados ao caráter rude do homem da campanha acostumado a sacrificar o gado, tentam explicar estes atos de selvageria.
Do ponto de vista militar e logístico, a degola decorria da incapacidade das forças em combate de fazer prisioneiros, mantê-los encarcerados e alimentá-los, pois, ambas lutavam em situação de grande penúria. Procurava-se, pelo mesmo motivo, poupar munição empregando um meio rápido de execução.